# Les Solariens
Pour les personnages d'Isaac Asimov, voir Solaria.
Les Solariens (titre original : The Solarians) est le premier roman de Norman Spinrad, publié en 1966.

## Publications
Le roman a été traduit en français et publié chez Marabout Science-Fiction no 329 en 1969  (ISBN 2207249352).
Il a aussi été publié en 1982 aux éditions Néo, en 1984 aux éditions Eurédif, en avril 2000 chez Denoël (collection Présence du futur n° 631), en 2001 chez Gallimard.

## Thème
Les êtres humains sont en train de perdre une guerre interstellaire contre des créatures extraterrestres, les Doglaaris. Les habitants du système solaire, les Solariens, qui ont vécu à l'écart des autres hommes depuis des siècles, sont désormais le seul espoir de l'humanité.

## Résumé

### L'arrivée des Solariens (mise en place de l'intrigue)
L'humanité a colonisé de nombreux systèmes solaires. Une espèce extraterrestre, les Doglaaris[réf. nécessaire], conquiert lentement, mais sûrement, les systèmes humains, emprisonnant, chassant ou massacrant leurs habitants. Les deux espèces ont des technologies approximativement similaires ; néanmoins les batailles spatiales se jouant en fonction du nombre de vaisseaux, les Duglaari ont un avantage certain.
Les humains sont en attente d'une aide potentielle de Forteresse Sol, le système solaire, qui n'a pris part à aucune bataille et qui ne communique plus depuis 300 ans, enfermé dans une sorte de bulle de protection.
S'en revenant du système stellaire Sylvana que la XIe flotte spatiale vient de perdre, l'amiral Jay Palmer apprend qu'un groupe de Solariens a contacté le quartier-général et a émis le vœu qu'il les accompagne dans leur mission, qui consiste à contacter la planète-mère des Duglaari et d'en finir avec la guerre…